# Nitrogennarkose
Nitrogennarkose eller dykkerrus er en tilstand, som opstår, når man indånder nitrogen-holdig luft som f.eks. atmosfærisk luft under tryk. Nitrogen påvirker hjernen, så man opnår en form for rus. Denne rus kan blandt andet give sig udtryk i hallucinationer. Effekten aftager, når trykket mindskes.
Nitrogennarkose forekommer hyppigst hos dykkere, der dykker dybere end 30 meter.
Nitrogennarkose kan være ekstremt farlig, da den kan få dykkere til at tage stærkt irrationelle beslutninger og har været medvirkende til en lang række dødsfald blandt dykkere.